# 劉默
劉黙，山西遼州人，明朝政治人物。舉人出身。

## 生平
永樂六年，戊子科山西鄉試中舉，后任兵馬指揮使。